# Campeonato Sudamericano de Voleibol Femenino de 1961
La IV edición del Campeonato Sudamericano de Voleibol Femenino fue realizado en 1961 en la ciudad de Lima, capital de Perú. Se realizó del 17 de abril al 28 de abril de 1961.

## Campeón
| Brasil           |
| Campeón          |
| BRASIL 4º título |

## Clasificación final
| Pos | Equipo    |
| --- | --------- |
| 1   | Brasil    |
| 2   | Perú      |
| 3   | Argentina |
| 4   | Chile     |

| Predecesor: Brasil 1958 | Campeonato Sudamericano de Voleibol Femenino IV edición | Sucesor: Chile 1962 |

- Datos: Q2659635